# U-2540
U-2540 var beteckningen på en tysk militärubåt av typ XXI, tillverkad i slutet av andra världskriget. Den hann inte tas i aktiv tjänst före krigsslutet, och borrades i sank i närheten av Flensburg 4 maj 1945. Ubåten bärgades emellertid 1957, renoverades, och färdigställdes som forskningsfartyg. Den döptes om till Wilhelm Bauer och var i tjänst hos tyska flottan, Bundesmarine, fram till 1980.
Efter den tagits ur tjänst byggdes den om på nytt, nu till sitt ursprungliga utförande, och är sedan 1983 flytande museiskepp i Bremerhaven. U-2540/Wilhelm Bauer är den enda ubåten av sin typ som är kvar idag.